# Autonoe (måne)
Autonoe er en af planeten Jupiters måner: Den blev opdaget 10. december 2001 af en gruppe astronomer fra Hawaiis Universitet under ledelse af Scott S. Sheppard, og den kendes også under betegnelsen Jupiter XXVIII. Lige efter opdagelsen fik den den midlertidige betegnelse S/2001 J 1, men siden da har den Internationale Astronomiske Union formelt vedtaget at opkalde den efter Autonoe, som i den græske mytologi er en af Zeus' elskerinder.
Autonoe tilhører den såkaldte Pasiphae-gruppe, som omfatter de 13 yderste Jupiter-måner. Gruppen er opkaldt efter månen Pasiphae.
| Naturvidenskab | Spire Denne naturvidenskabsartikel er en spire som bør udbygges. Du er velkommen til at hjælpe Wikipedia ved at udvide den. |